# Liprak Kulon
Liprak Kulon is een bestuurslaag in het regentschap Probolinggo van de provincie Oost-Java, Indonesië. Liprak Kulon telt 5161 inwoners (volkstelling 2010).